# Principauté de Linange
Pour les articles homonymes, voir Linange.
1803–1806
La principauté de Linange (en allemand : Fürstentum Leiningen) est un ancien État allemand créé en 1803 puis médiatisé en 1806.

## Histoire
Le 7 juillet 1779, les comtes de Linange-Dabo-Hardenbourg (en allemand : Leiningen-Dagsburg-Hardenburg ; maison de Linange fondue dans les comtes de Sarrebruck dont elle devient une branche cadette) sont élevés au rang de princes du Saint-Empire. Le comte régnant, Charles Frédéric Guillaume, prend le titre de prince de Linange (Fürst zu Leiningen).
À la veille de la Révolution française, il possède :
- Le comté de Linange (Grafschaft Leiningen) ;
- Le comté de Dabo (Grafschaft Dagsburg), comprenant Dabo, Hommert, Harreberg, Walscheid, Abreschviller et Voyer ;
- La seigneurie de Weyersheim.

Le  10 juin 1793, la Convention nationale met les possessions des Linanges-Dabo sous séquestre.
Le 9 février 1801, le traité de Lunéville en assure la possession par la France.
Le 25 février 1803, la principauté est créée par le recès de la diète d'Empire de Ratisbonne.
Celui-ci attribue au prince les territoires suivants :
- De l'électorat de Mayence, les bailliages de Miltenberg, Amorbach, Bischofsheim, Königshofen et Krautheim ainsi que toutes les parties de l'électorat comprises entre le Main, la Tauber, le Necker et le comté d'Erbach ;
- De l'évêché de Wurtzbourg, les bailliages de Grünsfeld, Hardheim, Lauda, Rippberg et Gerlachsheim, situés à la gauche de la Tauber ;
- Du palatinat du Rhin, les bailliages de Boxberg et Mosbach ;
- L'abbaye d'Amorbach et la prévôté de Comburg.

Les autres lignes de la maison de Linange reçoivent des territoires ne faisant pas partie de la principauté :
- Le comte de Linange-Guntersblum, le bailliage de Billigheim de l'électorat de Mayence ;
- Le comte de Linange-Westerburg, branche aînée, le couvent de Schöntal sur la Jagst ;
- Le comte de Linange-Westerbourg, branche cadette, la prévôté de Wimpfen.

Par le traité de Paris du 12 juillet 1806, créant la confédération du Rhin, la principauté est médiatisée et son territoire partagée entre les grands-duchés de Bade et de Hesse.
Par le traité de Francfort du 30 juin 1816, les bailliages de Miltenberg et Amorbach sont cédés au royaume de Bavière.

## Princes de Linange

### Liste des princes
- 1803 - 1807 : Charles de Linange (Carl Friedrich Wilhelm zu Leiningen)
- 1807 - 1814 : Émile de Linange (Emich Carl zu Leiningen)
- 1814 - 1856 : Charles de Linange (Karl Friedrich Wilhelm Emich zu Leiningen)
- 1856 - 1904 : Ernest de Lingange (Ernst Leopold Victor Carl August Joseph Emich zu Leiningen)
- 1904 - 1919 : Émeric de Linange (Emich Eduard Carl zu Leiningen)

### Titre des princes
Le prince portait le titre de prince d'Empire de Linange (Reichsfürst zu Leiningen), comte palatin de Mosbach (Pfalzgraf zu Mosbach), comte de Duren (Graf zu Düren), seigneur de Miltenberg, Amorbach, Bischofsheim, Boxberg, Schüpf et Lauda (Herr zu Miltenberg, Amorbach, Bischofsheim, Boxberg, Schüpf und Lauda).